# Orbital Sciences X-34
Orbital Sciences X-34 vznikl díky snaze najít potenciálního nástupce amerických raketoplánů Space Shuttle v období po studené válce, kdy se agentuře NASA a ministerstvu obrany Spojených států (DOD) snižoval rozpočet. Od nového prostředku se očekávalo snížení nákladů z původních 10 000 USD na libru na 1 000 USD za vynesenou libru.
Dle původních plánů měl vzniknout prostředek pro suborbitální kosmický let, který měl vynášet další stupeň, který by již vynášel náklad na oběžnou dráhu. Měl vzniknout ve dvou verzích. Menší verze X-34A, měla být vynášena letounem Lockheed L-1011 TriStar. Větší varianta X-34B měla být vynášena na hřbetu Boeingu 747.  Ani jedna z těchto variant se nedočkala realizace, obě zůstaly ve fázi konceptů.
Roku 1996 se začalo s pracemi na letounu X-34 Technology Testbed Demonstrator (TTD), což byl zmenšený bezpilotní testovací prostředek, který měl ozkoušet řadu nových technologií. X-34 TTD měl využívat raketový motor, který jej měl urychlit až na rychlost Mach 8 a měl mu umožnit dosáhnout výšky okolo 80 km. Došlo k výrobě dvou prototypů (X-34A-1, X-34A-2) a rozpracování třetího (X-34A-3), ale dříve než některý z nich stihl podniknout samostatný let, byl projekt roku 2001 zrušen.
Důvodem ke zrušení byl výsledek analýzy rizik, který odhalil řadu nedostatků mezi něž patřilo nedostatečné testování systému, nezálohovaný systém řízení a v systému pro automatické přistání. Odstranění těchto příčin by vedlo k přílišnému překročení stanoveného rozpočtu.

## Konstrukce

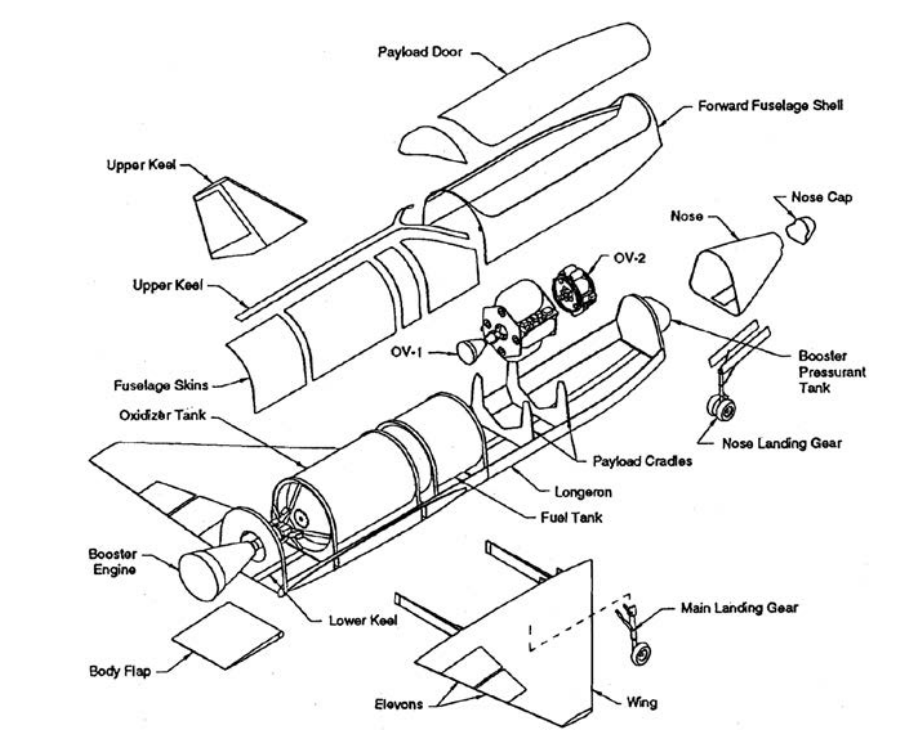
Jeden z prvních konceptů X-34 ve dvoustupňové variantě

Postavené demonstrátory X-34 měly křídlo ve tvaru dvojité delty a jednu vertikální ocasní plochu. O jejich pohon se měl starat raketový motor Fastrac na kapalné palivo. Motor měla vyrobit společnost Summa Technology z Huntsvill v Alabamě. Konstrukce letadla byla vyrobena z kompozitních materiálů. stejně tak nádrže pro pohonné hmoty. Vnější plášť se skládal ze sendvičových panelů, které byly složené ze směsi uhlíku a epoxidů na hlíníkovém voštinovém jádru. V přední části trupu se nacházela avionika a kompozitní nádrž na pohonné hmoty. Zadní část trupu obsahovala dvě nádrže na tekutý kyslík, úložný prostor pro brzdící padák a raketový motor.
Plánované verze X-34A a X-34B měly být vícestupňové prostředky, které měly v nákladovém prostoru v přední části trupu nést další raketový stupeň.

## Profil mise
Předpokládaný profil mise X-34 TTD zahrnoval vynesení letadlem L-1011 do výšky přibližne 11 582 m (37 999 ft), kde měl být při rychlosti Mach 0,7 uvolněn. Letoun L-1011 měl následně 5 sekund čas na vzdálení se od X-34 před zážehem raketového motoru. Raketový motor měl poskytovat tah po dobu 150 sekund, což mělo urychlit X-34 až na rychlost Mach 8 a vynést jej do výšky 76 200 m (250 000 ft). Po zpomalení a klouzavém letu měl X-34 autonomně přistát na běžné letové dráze při rychlosti přibližně 370 km/h.

## Vznik a vývoj

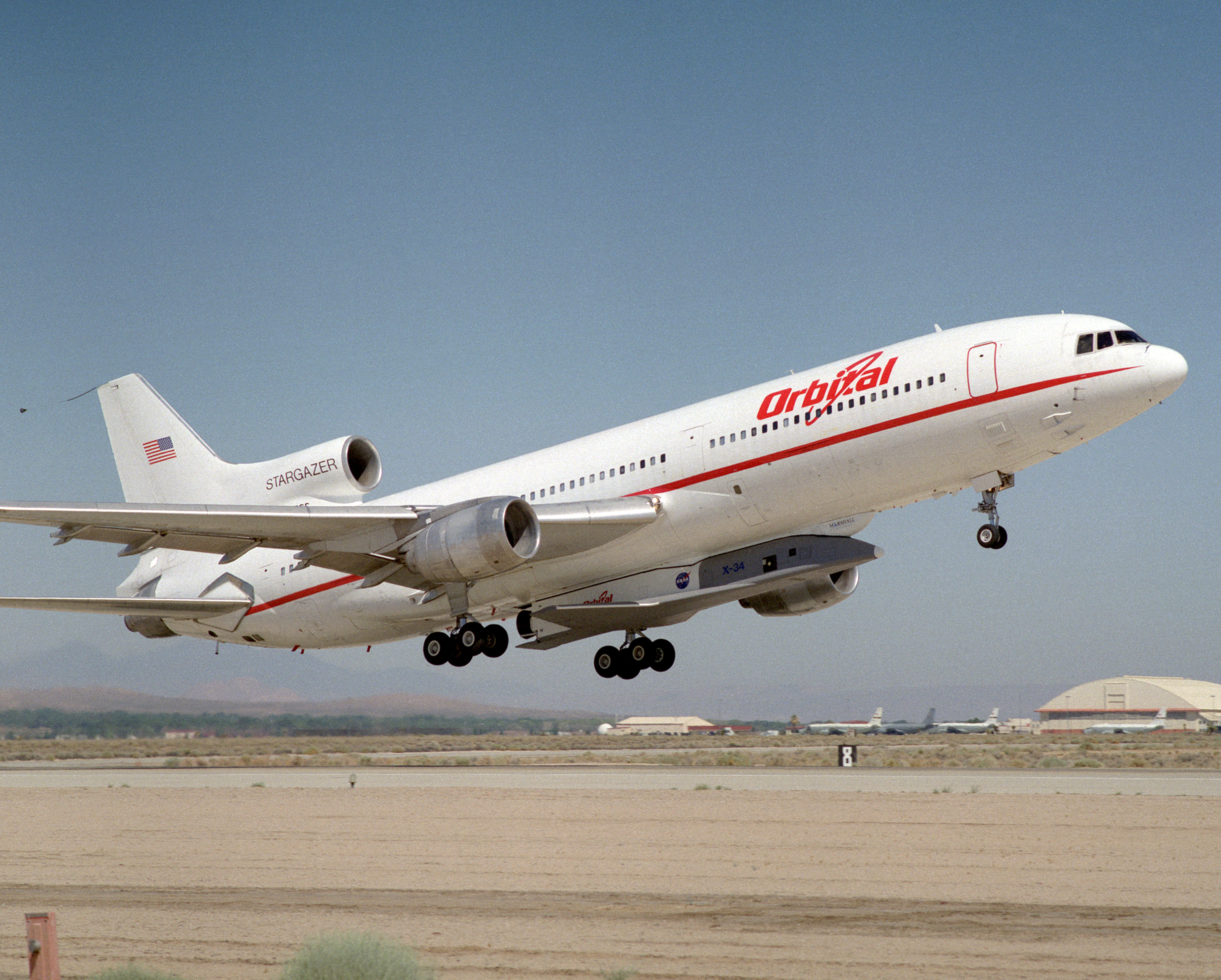
X-34 pod nosičem Lockheed L-1011 TriStar

Konec studené války znamenal pro organizaci NASA a americké ministerstvo obrany snížení rozpočtu. Na počátku 90. let 20. století vznikla v reakci na požadavek kongresu studie Access to Space, která se zabývala nastíněním vývoje prostředků pro vesmírnou dopravu až do roku 2030. Tato studie se zaměřila na tři oblasti. První oblastí bylo zachování a vylepšení raketoplánů Space Shuttle, dále pak vyvinutí nových prostředků na základě konvenčních a dostupných technologií s přechodem na nové prostředky od roku 2005 a třetí alternativou bylo vyvinutí nových znovupoužitelných prostředků, které by využívaly pokročilé technologie s navrženým přechodem ze současných prostředků počínaje rokem 2008. Studie došla k závěru, že nejperspektivnější variantou by bylo vyvinutí nových jednostupňových nosných raket (tzv. Single-Stage-To-Orbit – SSTO), které by byly kompletně znovupoužitelné.
5. srpna 1994 tehdejší prezident Spojených států Bill Clinton vydal nařízení National Space  Transportation Policy (NSTP), které svěřilo agendu spojenou s vývojem jednorázových nosných raket (ELV) pod ministerstvo obrany. To byl počátek vzniku programu EELV. NASA byla pověřena vývojem budoucího znovupoužitelného prostředku, který měl být na způsob SSTO. NASA a několik průmyslových partnerů již od dubna 1994 do ledna 1995 pracovalo na studii znovupoužitelného dopravního prostředku, který by odpovídal SSTO. Tato studie se zaměřila na tři možnosti: na verikálně startující a přistávající raketu, okřídlený prostředek a vztlakové těleso. NASA vyhlásila v březnu 1995 nový program nazvaný Reusable Launch Vehicle (RLV). Program RLV se skládal ze tří samostatných programů:
- DC-XA – vertikálně startující a přistávající raketa SSTO
- X-33 – vztlakové těleso
- X-34 – okřídlený RLV

Program letounu X-34 byl řízen Marshallovým vesmírným leteckým střediskem (MSFC). V dubnu roku 1995 byl kontrakt na návrh X-34 přidělen týmu složenému z firem Orbital Sciences Corporation a Rockwell Corporation.  Společnost Orbital Sciences už v té době měla zkušenosti s raketami Pegasus. Smlouva ve výši 70 milionů USD, vyžadovala minimálně ekvivalentní podíl na nákladech spojených s vývojem ze strany průmyslových partnerů. Program byl ukončen již v březnu následujícího roku, neboť průmyslové firmy usoudily, že se jim investice vložené do vývoje nemohou vrátit. Nebyl tak realizován projekt vícestupňového suborbitálního raketoplánu, který měl být vypouštěn z dopravních letadel L-1011 nebo Boeingu 747. 

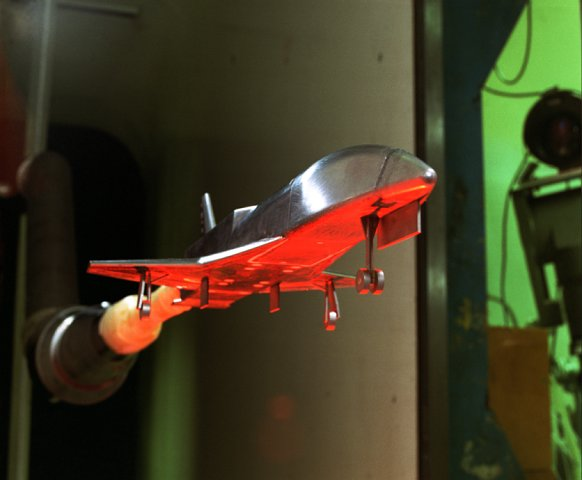
Model X-34 použivaný při testech v aerodynamickém tunelu

Po ukončení prvního projektu X-34 použila NASA zbývající vyčleněné prostředky programu RLV na vyhlášení nového programu ve spolupráci s průmyslovými firmami. Došlo k uskromnění plánů původního  programu, přesto se po nové X-34 požadovalo mnoho cílů stanovených dříve. Orbital Sciences podalo svůj návrh na X-34 10. května 1996. V jejich návrhu byly zmíněny zkušenosti získané při návrhu X-34B a také zmenšený návrh X-34B, který nově velikostně odpovídal jejich raketám Pegasus XL. Krom toho společnost Orbital Sciences navrhla použití motoru Fastrac od MSFC. Vývoj X-34 byl zahájen v roce 1996 a za jeho vývoj zodpovídalo MSFC.  Stalo se tak 28. srpna, kdy NASA udělila kontrakt na návrh, vývoj a testování společnosti Orbital Sciences Corporation. Do vývoje X-34 se zapojili mimo jiné formou konzultací i technici John "Jack" McTigue a Johnny Armstrong, kteří dříve pracovali na experimentálních letadlech North American X-15.
V období od podzimu 1996 až do října 1999 byly testovány zmenšené modely X-34 v aerodynamických tunelech v Langley. Orbital Sciences dokončilo výrobu prvního X-34A-1 v únoru 1999. První zkušební let v podvěsu pod letadlem L-1011 absolvoval první prototyp 29. června 1999. Téhož roku podnikl X-34 další dva zkušební lety v podvěsu pod letadlem.
X-34 měly absolvovat dle plánů NASA 25 samostatných letů.
NASA ukončila vývoj X-34 v březnu 2001 aniž by některý z postavených prototypů podnikl samostatný let. Současně s vývojem X-34 byl ukončen také vývoj X-33.

## Osud X-34

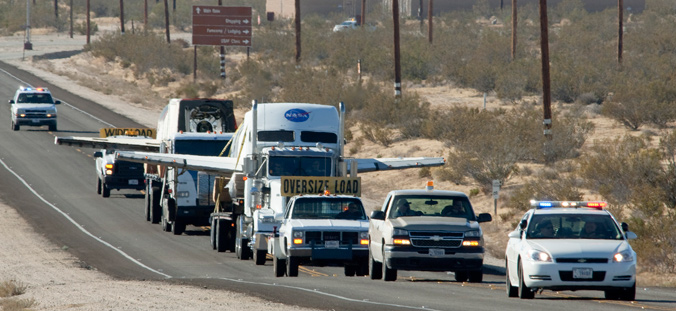
Dvojice X-34 zachycená při přesunu z mohavské poušti na inspekční prohlídku koncem roku 2010.

NASA nechala dva dokončené letouny a části nedokončeného třetího letounu přesunut do zchátralého hangáru na Edwarsově letecké základně roku 2002. Ačkoliv se hovořilo o jejich umístění do muzea, nikdy k němu nedošlo. Společnost Sierra Nevada Corporation (SNC) zvažovala v roce 2004, že by letouny X-34 mohly být použity při vývoji znovupoužitelného vesmírného prostředku Dream Chaser. SNC chtělo použít X-34 pro testování motorů, ale zůstaly uskladněny. Část hlavního podvozku z X-34 měla být údajně zrenovována a použita pro Dream Chaser, při jeho prvním volném letu. Další informační zdroje tvrdí, že se jednalo o podvozek z letounu F-5E.
Roku 2009 se ocitly na poušti v oblasti Precision Impact Range Area (PIRA) spadající pod Edwardsovu základnu, kde měly posloužit jako cvičné cíle pro laserové označování. V té době  také docházelo k likvaci a šrotování částí nedostavěného letounu.
O rok později je nechala NASA z pouště odtáhnout do Drydenu do hangárů, které patřily Národní škole testovacích pilotů. Společnost Orbital Sciences měla oba prototypy podrobit inspekční prohlídce a posoudit, zda by je bylo ještě možné uvést do provozu.  Na Drydenově letecké základně byly zachyceny na satelitních snímcích ještě v roce 2015. Později byly věnovány nespecifikovanému leteckému muzeu na Floridě. Nový vlastník, ale nedokázal zajistit jejich transport, a tak pozůstatky X-34 zůstaly v Kalifornii na dvoře společnosti Smith's Quickcrane, která s nimi vlivem právních sporů nemůže nakládat.

## Varianty
- X-34A – nerealizovaná verze
- X-34B – plánovaná větší varianta, kterou měl vynášet upravený letoun Boeing 747
- X-34 Technology Testbed Demonstrator:
  - X-34A-1 a X-34A-2 dokončené prototypy
  - X-34A-3 nedokončený prototyp

## Specifikace (X-34A-1)

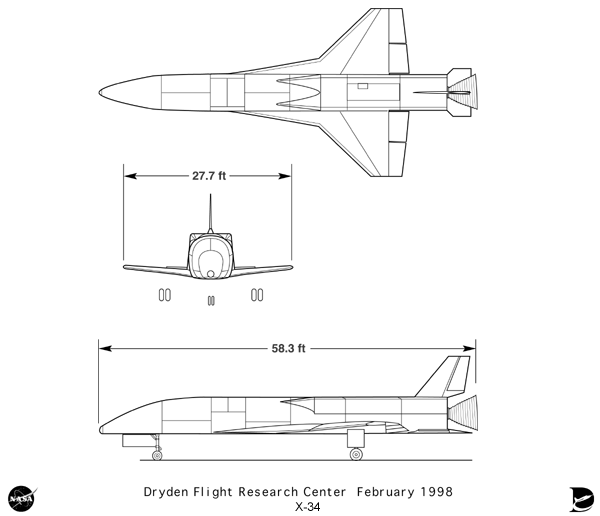
Nákres varianty X-34 TTD

Data pocházejí ze stránek NASA

### Technické údaje
- Délka: 17,77 m (58,3 ft)
- Rozpětí: 8,44 m (27,7 ft)
- Prázdná hmotnost: 8 164,7 kg (18 000 lb)
- Pohonná jednotka: raketový motor Fastrac na kapelné palivo
- Maximální tah motoru: 266 kN (60 000 lbf)

### Výkony
- Maximální rychlost: Mach 8
- Maximální dostup: 76,2 km (47,3 mi)